# Trinitrate de butane-1,2,4-triol
Le trinitrate de butane-1,2,4-triol ou simplement trinitrate de butanetriol est un important propergol militaire. Il se présente sous la forme d'un liquide brun à incolore. Ce composant chimique est utilisé comme propulseur dans pratiquement tous les missiles courte portée, y compris le Hellfire.
Il est moins volatil, moins sensible aux chocs, et plus stable thermiquement que la nitroglycérine mais est souvent utilisé en mélange avec cette dernière.
Il est également utilisé en tant que plastifiant dans des gaz propulseurs à base de nitrocellulose. Ce trinitrate est fabriqué par nitration du butane-1,2,4-triol. La fabrication biotechnologique de butanetriol fait l'objet de recherches intensives[Lesquelles ?].